# Obwód Augustów Armii Krajowej

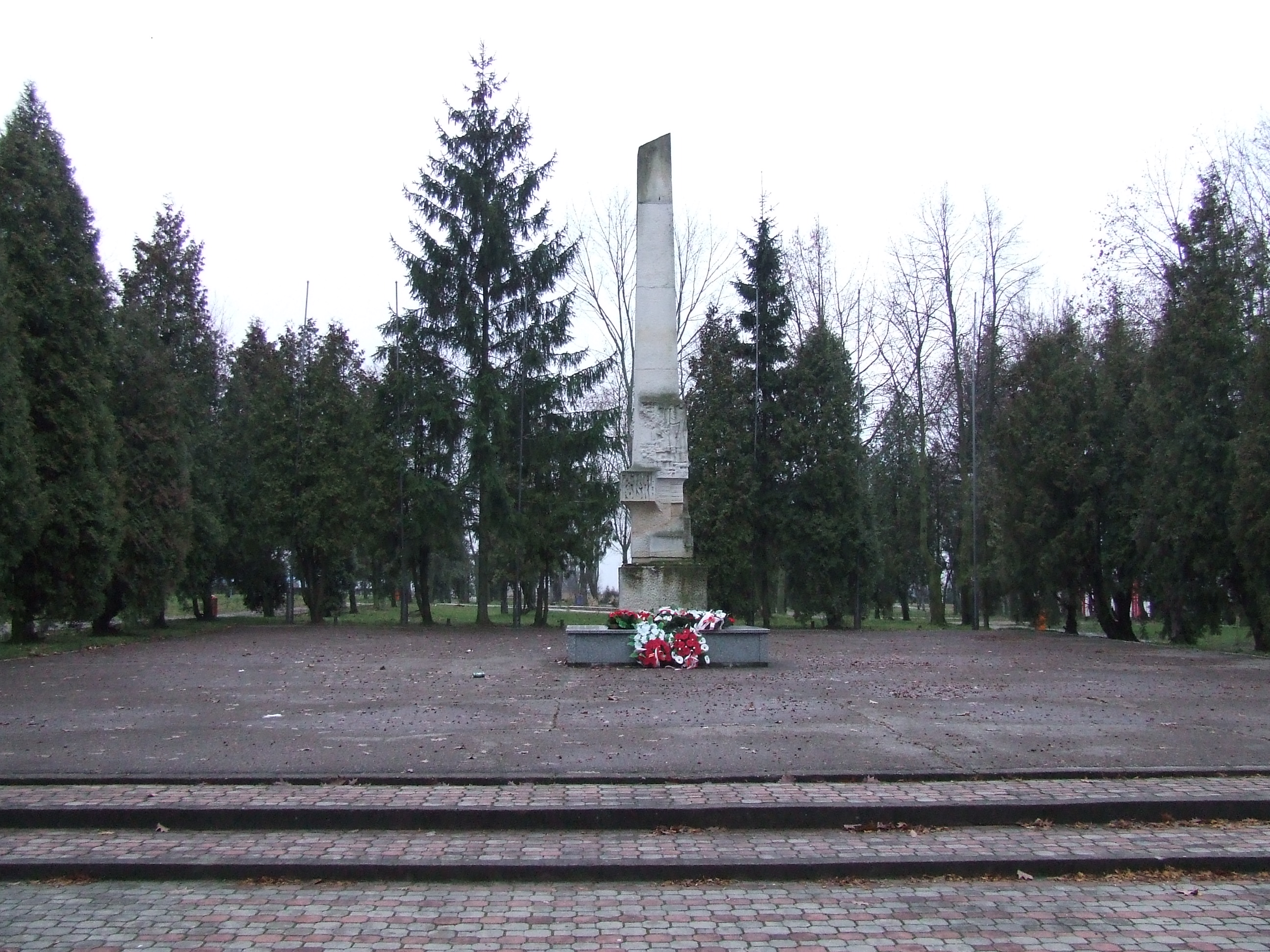
Lipsk – pomnik „Zginęli za Polskę”

Obwód Augustów Armii Krajowej – terenowa struktura Inspektoratu Suwałki w Okręgu Białystok Armii Krajowej. Kryptonim: „Olcha”

## Obsada personalna
- Komendant – kpt. Bronisław Jasiński „Komar”, „Łom”
- I zastępca – ppor. Antoni Obiedziński „Gnat”, „Górny”
- II zastępca – ppor. Stanisław Kot „Szczapa”

## Akcja „Burza” w obwodzie
Ppłk Władysław Liniarski „Mścisław”, dowódca Okręgu „Sarna”, w rozkazie z 20 kwietnia 1944 nadał oddziałom (zgrupowaniom) partyzanckim nazwy poszczególnych pułków. Obwód augustowski miał odtworzyć 1 pułk Ułanów Krechowieckich. Jego tymczasowa nazwa na czas formowania brzmiała oddział partyzancki 1 pułku ułanów. Podstawą odtworzenia były oddziały partyzanckie oraz Kedywu.

### Oddziały partyzanckie

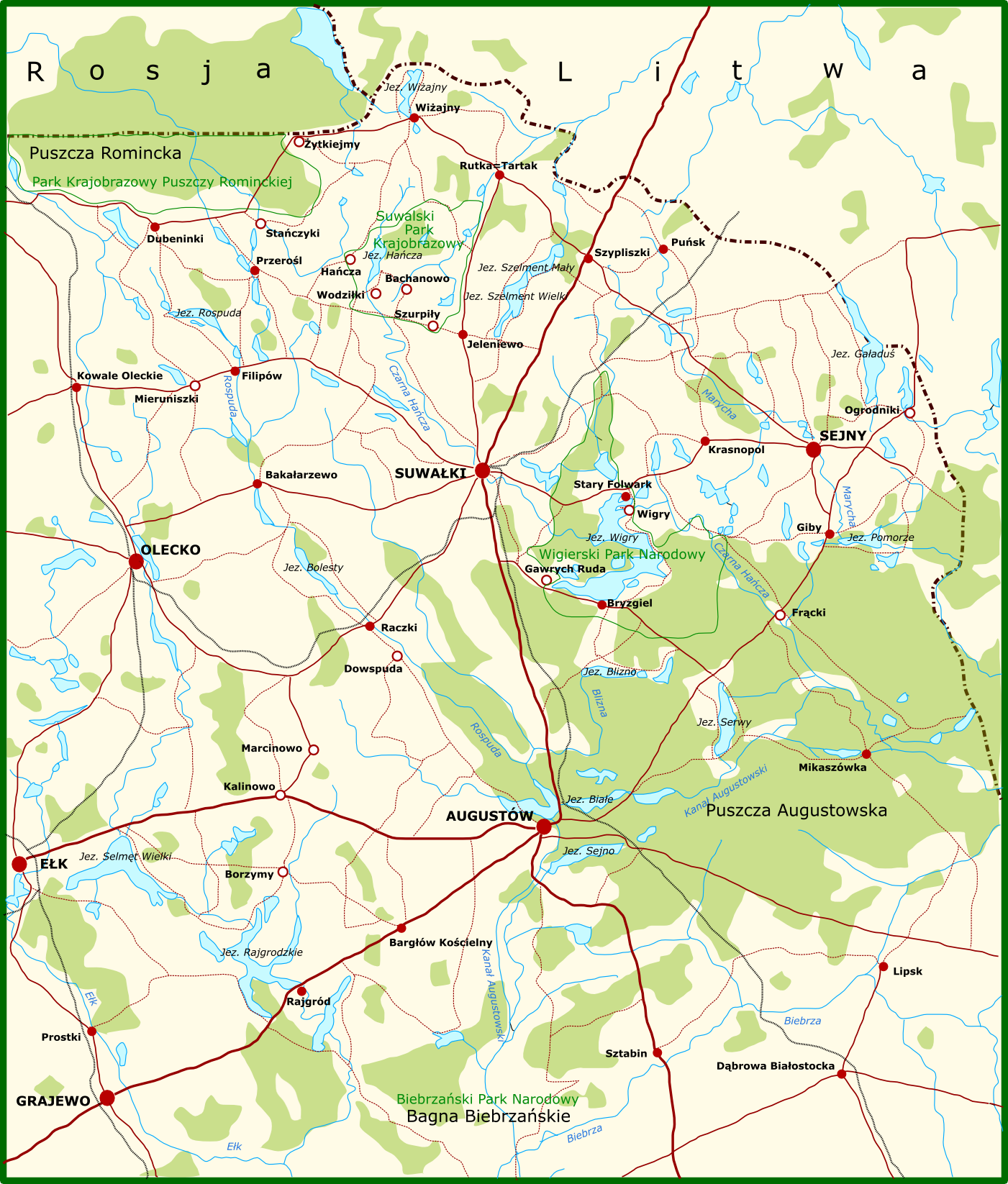
Puszcza Augustowska na mapie Suwalszczyzny

- Oddział „Zając” w sile 40 ludzi – dowódca sierż. „Zając” (Antoni Dąbrowski)

działał na odcinku szosy i dróg leśnych Lipsk – Sajenek – Balinka i w przyległych lasach
- Oddział „Szczapa” w sile 60 ludzi, dowódca ppor. „Szczapa” (Stanisław Kot)

działał na odcinku dróg Sajenek – Augustów, Balinka – Kolnica – Augustów i w przyległych lasach
składał się z żołnierzy 11 Białoruskiego batalionu SS, którego kompania 14 lipca 1944 przeszła na stronę AK
- Oddział „Górny” w sile 30 ludzi – dowódca ppor. „Górny” (Antoni Obiedziński)

działał na odcinku szosy Cisów – Augustów i dróg: Cisów – Huta – Kanał Augustowski
- Oddział „Zapała” w sile 40 ludzi – dowódca ppor. „Zapała” (Stanisław Świątkowski)

działał na odcinku dróg: Sztabin – Dębowo, Sztabin – Sosnowo
- Oddział „Komar” w sile 80 ludzi – dowódca por. „Komar” (Bronisław Jasiński)

działał na całym terenie obwodu
- Oddział „Wirski”[2] w sile 25 ludzi – dowódca ppor. „Wirski”

zmobilizowany przy końcu akcji „Burza” z żołnierzy rezerwy.
Samodzielne patrole:
- „Leśny” w sile 20 ludzi – dowódca ppor. „Leśny” (Feliks Michałowski)
- „Łuk” w sile 10 ludzi – dowódca ppor. „Łuk” (Piotr Milanowski)

działał na pograniczu Prus Wschodnich z zadaniem ochrony ludności przed grabieżą ze strony cofającej się administracji niemieckiej na teren Prus Wschodnich.

### Bilans akcji „Burza”
W akcji „Burza” brało udział: 6 oficerów i ok. 300 szeregowych.
Wykonano: 15 zasadzek ogniowych, stoczono trzy mniejsze walki, rozbrojono około 50 żołnierzy niemieckich. Zdobyto: dwa ckm-y, pięć lkm, sześć rkm, 18 pistoletów maszynowych, 118 kb, 350 granatów i sześć motocykli. Zniszczono siedem samochodów i trzy motocykle.
Straty nieprzyjaciela: około 40 zabitych, 60 rannych oficerów i żołnierzy oraz 35 wziętych do niewoli (po rozbrojeniu i przesłuchaniu wypuszczeni).
Straty własne: jeden zabity, dwóch lekko rannych.
Ponadto dowódca 1 pułku ułanów krechowieckich AK oceniał:
„Na skutek przeprowadzonej akcji „Burza” ludność miejscowa została uchroniona od rabunku przez poszczególne patrole i pojedynczych żołnierzy nieprzyjaciela. Cofające się oddziały specjalne nie zdążyły wykonać zniszczeń i podpaleń wsi. Szybciej i łatwiej zostały opanowane lasy augustowskie przez wojska sowieckie”.

### Nieścisłości w literaturze wspomnieniowej
Były dowódca okręgu AK Sarny (Białystok) ppłk Władysław Liniarski w swojej powojennej relacji uplasował odtworzenie i akcję „Burzy” 1 pułku ułanów AK w obwodzie AK Sokółka
W szeregu innych prac jako dowódcę 1 pułk ułanów AK wymienia się por. Franciszka Eysymonta „Wira” (zamiast plut. Stefana Ejsmonta ps. „Wir”. dowódcy oddziału partyzanckiego w obwodzie AK Sokółka) lub majora Edwarda Jaświłkę ps. „Zaremba”.
Z dokumentacji dowództwa Okręgu AK Białystok wynika jednak, że w obwodzie tym odtwarzał się 42 pułk piechoty AK i częściowo 3 pułk szwoleżerów AK.
Sprawozdanie dowódcy obwodu augustowskiego „Olchy”. kpt. Bronisława Jasińskiego ps. „Komar”. „Łom” – dowódcy 1 pułku ułanów AK i ustalenia Kazimierza Krajewskiego i Tomasza Łabuszewskiego publikowane w ich źródłowej książce o Białostockim Okręgu AK-AKO (Warszawa 1997), pozwalają skorygować szereg dotychczasowo przyjętych ustaleń literatury wspomnieniowej.
Według innych źródeł oddziały partyzanckie wchodzące w skład odtworzonego w konspiracji 1 pułku Ułanów Krechowieckich, w zasadzie nie prowadziły walk, znane są dwa starcia jedno w czerwcu 1944 roku, gdy oddział „Adama” zaatakował kolumnę niemieckich samochodów oraz wysadzenie w nocy z 18 na 19 lipca pociągu jadącego na wschód w rejonie Sokółki.

## Represje po wojnie
Na terenie Inspektoratu miała miejsce „obława augustowska”.
Tradycje odtworzonego 1 Pułku Ułanów kultywuje 1 Podlaska Brygada Obrony Terytorialnej.